# Mannschaftskader der I liga (Schach) 1976
Die Liste der Mannschaftskader der I liga (Schach) 1976 enthält alle Spieler, die in der I liga der polnischen Mannschaftsmeisterschaft im Schach 1976 mindestens einmal eingesetzt wurden, mit ihren Ergebnissen.

## Allgemeines
Während Łączność Bydgoszcz in allen Wettkämpfen die gleichen sechs Spieler einsetzte, spielten bei Legion Warszawa und Start Lublin je neun Spieler mindestens eine Partie. Insgesamt kamen 93 Spieler zum Einsatz, von 43 keinen Wettkampf versäumten.
Punktbeste Spielerin war Grażyna Szmacińska (Anilana Łódź) mit 8,5 Punkten aus 11 Partien. Włodzimierz Schmidt (Maraton Warszawa) erreichte 8 Punkte aus 11 Partien, Krystyna Radzikowska, Karol Pinkas (beide Start Katowice), Tomasz Rakowiecki (Anilana Łódź), Jan Adamski (Legion Warszawa) und Tadeusz Lipski (Avia Świdnik) je 7,5 Punkte aus 11 Partien. Niemand erreichte 100 %, das prozentual beste Ergebnis gelang Andrzej Adamski (Maraton Warszawa) mit 7 Punkten aus 8 Partien.

## Legende
Die nachstehenden Tabellen enthalten folgende Informationen:
- Nr.: Ranglistennummer; ein zusätzliches "W" bezeichnet Frauen
- Titel: FIDE-Titel zum Zeitpunkt des Turniers; IM = Internationaler Meister, WIM = Internationale Meisterin der Frauen
- Elo: Elo-Zahl vom 1. Januar 1976; bei Spielern ohne Elo-Zahl ist die nationale Wertung eingeklammert angegeben
- Pkt.: Anzahl der erreichten Punkte
- Partien: Anzahl der gespielten Partien

## KS Maraton Warszawa
| Nr. | Titel | Name                     | Elo    | Pkt. | Partien |
| --- | ----- | ------------------------ | ------ | ---- | ------- |
| 1   | IM    | Włodzimierz Schmidt      | 2485   | 8    | 11      |
| 2   |       | Aleksander Sznapik       | 2390   | 4    | 11      |
| 3   | IM    | Romuald Grąbczewski      | 2380   | 6,5  | 10      |
| 4   |       | Stefan Witkowski         | 2345   | 7    | 11      |
| 5   |       | Andrzej Adamski          | (2233) | 7    | 8       |
| 6   |       | Marian Ziembiński        | (2193) | 2    | 4       |
| W1  |       | Elżbieta Kowalska-Lipska | 1985   | 5,5  | 11      |

## KS Anilana Łódź
| Nr. | Titel | Name               | Elo    | Pkt. | Partien |
| --- | ----- | ------------------ | ------ | ---- | ------- |
| 1   |       | Witold Balcerowski | 2350   | 4,5  | 11      |
| 2   |       | Waldemar Świć      | (2158) | 7    | 11      |
| 3   |       | Tadeusz Żółtek     | 2350   | 6,5  | 11      |
| 4   |       | Jan Łachut         | (2048) | 0    | 1       |
| 5   |       | Zbigniew Bator     | (2117) | 6    | 10      |
| 6   |       | Tomasz Rakowiecki  | (2100) | 7,5  | 11      |
| W1  |       | Grażyna Szmacińska | 2070   | 8,5  | 11      |

## KS Start Katowice
| Nr. | Titel | Name                 | Elo    | Pkt. | Partien |
| --- | ----- | -------------------- | ------ | ---- | ------- |
| 1   |       | Jacek Bielczyk       | 2375   | 2    | 6       |
| 2   |       | Karol Pinkas         | 2330   | 7,5  | 11      |
| 3   |       | Adam Dzięciołowski   | (2176) | 4,5  | 10      |
| 4   |       | Zbigniew Hurnik      | (2127) | 0    | 5       |
| 5   |       | Marian Twardoń       | (1900) | 5,5  | 9       |
| 6   |       | Jan Widera           | (2049) | 4    | 7       |
| 7   |       | Jan Przewoźnik       | (1900) | 3    | 7       |
| W1  | WIM   | Krystyna Radzikowska | 2120   | 7,5  | 11      |

## KS Łączność Bydgoszcz
| Nr. | Titel | Name                 | Elo    | Pkt. | Partien |
| --- | ----- | -------------------- | ------ | ---- | ------- |
| 1   |       | Jerzy Pokojowczyk    | 2335   | 4    | 11      |
| 2   |       | Andrzej Maciejewski  | 2355   | 5,5  | 11      |
| 3   |       | Julian Gralka        | (2202) | 6    | 11      |
| 4   |       | Grzegorz Chrapkowski | (2152) | 6,5  | 11      |
| 5   |       | Waldemar Jagodziński | (2034) | 7    | 11      |
| W1  |       | Hanna Jagodzińska    | (1600) | 6,5  | 11      |

## KKS Polonia Warszawa
| Nr. | Titel | Name                  | Elo    | Pkt. | Partien |
| --- | ----- | --------------------- | ------ | ---- | ------- |
| 1   |       | Władysław Schinzel    | 2370   | 6,5  | 11      |
| 2   |       | Adam Kuligowski       | 2345   | 5,5  | 11      |
| 3   |       | Robert Bugajski       | (2047) | 2,5  | 9       |
| 4   |       | Zbigniew Czajka       | (2162) | 5,5  | 9       |
| 5   |       | Stanisław Gawlikowski | (2085) | 2,5  | 6       |
| 6   |       | Ryszard Orłowski      | (2097) | 0    | 2       |
| 7   |       | Zenon Autowicz        | (2040) | 4,5  | 7       |
| W1  |       | Iwona Jezierska       | (1600) | 6,5  | 11      |

## WKSz Legion Warszawa
| Nr. | Titel | Name                  | Elo    | Pkt. | Partien |
| --- | ----- | --------------------- | ------ | ---- | ------- |
| 1   | IM    | Jan Adamski           | 2415   | 7,5  | 11      |
| 2   | IM    | Andrzej Filipowicz    | 2385   | 5,5  | 11      |
| 3   |       | Sławomir Wach         | (2212) | 5    | 11      |
| 4   |       | Janusz Szukszta       | (2100) | 5,5  | 9       |
| 5   |       | Anatol Łokasto        | (2066) | 5,5  | 9       |
| 6   |       | Bogusław Borysiak     | (2084) | 0    | 2       |
| 7   |       | Bogdan Michalak       | (1900) | 0,5  | 2       |
| W1  | WIM   | Mirosława Litmanowicz | 2115   | 3,5  | 7       |
| W2  |       | Jadwiga Szymańska     | (1600) | 2,5  | 4       |

## MKS Start Lublin
| Nr. | Titel | Name                | Elo    | Pkt. | Partien |
| --- | ----- | ------------------- | ------ | ---- | ------- |
| 1   | IM    | Krzysztof Pytel     | 2420   | 3,5  | 6       |
| 2   | IM    | Andrzej Sydor       | 2425   | 7    | 11      |
| 3   |       | Henryk Dobosz       | (2199) | 6,5  | 11      |
| 4   |       | Zdzisław Wojcieszyn | (2119) | 5    | 11      |
| 5   |       | Ryszard Niedźwiadek | (1900) | 1    | 6       |
| 6   |       | Zenon Gosek         | (1900) | 3    | 7       |
| 7   |       | Jerzy Dybowski      | (1700) | 0    | 3       |
| W1  | WIM   | Bożena Pytel        | 2045   | 1,5  | 3       |
| W2  |       | Zofia Ciechocińska  | (1600) | 5,5  | 8       |

## SKS Start Łódź
| Nr. | Titel | Name                 | Elo    | Pkt. | Partien |
| --- | ----- | -------------------- | ------ | ---- | ------- |
| 1   |       | Andrzej Łuczak       | (2314) | 5,5  | 10      |
| 2   |       | Wiktor Matkowski     | (2125) | 5    | 11      |
| 3   |       | Ryszard Wolny        | (2114) | 4    | 11      |
| 4   |       | Andrzej Rosiak       | (2094) | 4,5  | 8       |
| 5   |       | Ryszard Zgorzelski   | (2071) | 2    | 5       |
| 6   |       | Jan Gadaliński       | (2038) | 6,5  | 9       |
| 7   |       | Krzysztof Lenczewski | (2000) | 0,5  | 1       |
| W1  |       | Lucyna Krawcewicz    | (1763) | 3,5  | 11      |

## KS Kolejarz Katowice
| Nr. | Titel | Name                   | Elo    | Pkt. | Partien |
| --- | ----- | ---------------------- | ------ | ---- | ------- |
| 1   | IM    | Bogdan Śliwa           | 2370   | 7    | 11      |
| 2   |       | Stanisław Kornasiewicz | (2219) | 2,5  | 8       |
| 3   |       | Wiesław Judycki        | (2047) | 3,5  | 11      |
| 4   |       | Janusz Szałajdewicz    | (2100) | 3,5  | 11      |
| 5   |       | Jan Kubik              | (1900) | 6,5  | 11      |
| 6   |       | Tadeusz Kapusta        | (1953) | 1    | 3       |
| W1  |       | Aleksandra Szpakowska  | 1930   | 1,5  | 4       |
| W2  |       | Iwona Świecik          | (1600) | 3    | 7       |

## KKS Hetman Wrocław
| Nr. | Titel | Name                  | Elo    | Pkt. | Partien |
| --- | ----- | --------------------- | ------ | ---- | ------- |
| 1   | IM    | Jacek Bednarski       | 2425   | 3,5  | 11      |
| 2   |       | Ryszard Skrobek       | 2390   | 6,5  | 11      |
| 3   |       | Franciszek Borkowski  | 2350   | 6,5  | 10      |
| 4   |       | Tadeusz Drelinkiewicz | (2042) | 3,5  | 10      |
| 5   |       | Zbigniew Jaśnikowski  | (1900) | 4,5  | 9       |
| 6   |       | Roman Grubiak         | (1900) | 1    | 4       |
| W1  |       | Apolonia Litwińska    | 1870   | 4    | 11      |

## FKS Avia Świdnik
| Nr. | Titel | Name              | Elo    | Pkt. | Partien |
| --- | ----- | ----------------- | ------ | ---- | ------- |
| 1   | IM    | Zbigniew Szymczak | 2400   | 3,5  | 11      |
| 2   |       | Zbigniew Księski  | (2198) | 4    | 11      |
| 3   |       | Tadeusz Lipski    | (2056) | 7,5  | 11      |
| 4   |       | Jacek Mardarowicz | (1900) | 3,5  | 10      |
| 5   |       | Michał Praszak    | (2047) | 5    | 11      |
| 6   |       | Marek Hawełko     | (1900) | 0    | 1       |
| W1  |       | Anna Jurczyńska   | 2100   | 3    | 6       |
| W2  |       | Irena Kasprzyk    | 2015   | 2,5  | 5       |

## KKS Lech Poznań
| Nr. | Titel | Name                | Elo    | Pkt. | Partien |
| --- | ----- | ------------------- | ------ | ---- | ------- |
| 1   |       | Ryszard Bernard     | 2340   | 2    | 6       |
| 2   |       | Ignacy Nowak        | 2295   | 7    | 11      |
| 3   |       | Bogdan Pietrusiak   | 2310   | 6    | 11      |
| 4   |       | Paweł Stempin       | (1900) | 7    | 11      |
| 5   |       | Julian Pajączkowski | (1900) | 2    | 10      |
| 6   |       | Krzysztof Ruczyński | (1900) | 1    | 6       |
| W1  |       | Kamila Dembecka     | (1793) | 1,5  | 4       |
| W2  |       | Danuta Maciejewska  | (1400) | 0    | 7       |